# Villa Fernanda
La villa Fernanda Hernán, plus connue sous le nom de Villa Fernanda, est une villa résidentielle  sous protection architecturale, située dans la ville de Malaga en Andalousie (Espagne). Elle se trouve sur le Paseo de Miramar, lieu où de nombreuses villas résidentielles ont été édifiées à la fin du XIXe siècle et au début du XXe siècle par les classes aisées.

## Description
L'ensemble comporte trois édifices entourés par un jardin paysager romantique avec de nombreuses sculptures. Il a été bâti dans les années 1920, dans un style régionaliste inspiré des villas renaissances italiennes, d'après le projet de l'architecte Daniel Rubio Sánchez.

## Source de traduction
- (es) Cet article est partiellement ou en totalité issu de l’article de Wikipédia en espagnol intitulé « Villa Fernanda » (voir la liste des auteurs).